# Baby Gang
Baby Gang, de son vrai nom Zaccaria Mouhib, est un rappeur italo-marocain, né le 26 juin 2001 à Lecco.

## Biographie

### Enfance
Baby Gang naît le 26 juin 2001 à Lecco de parents marocains. À seulement onze ans, il quitte sa famille pour éviter de peser sur leur situation économique difficile, mais il se heurte aux forts préjugés de la société actuelle envers ses origines. Grandir dans la rue, sans un endroit sûr où dormir et sans figures de référence, le conduit parfois à enfreindre la loi, jusqu’à ce qu’il découvre qu’il a une voix qui ne passe pas inaperçue, grâce à la musique.

### Carrière (2019)
En 2019, Baby Gang sort son premier single, Street puis un autre single, Cella 1 en 2019. En mai 2021, il sort son premier EP, nommé EP1 il culminerait au numéro 15 du classement des albums FIMI. Il sortira son premier album, Deliquente, la même année, qui a culminé au numéro 7 sur le même graphique. Il sort ensuite un troisième EP, nommé EP2 en 2022, collaborant notamment avec Sacky sur son morceau Mamacita.
À la suite de sa sortie de prison en avril 2023, Baby Gang annonce la sortie de son album Innocente prévue pour le 26 mai 2023,,,.

### Affaires judiciaire
Entre 2020 et 2021, Baby Gang est reconnu coupable de plusieurs crimes, dont la diffamation, la violation de la propriété intellectuelle et autres. Le 20 août 2021, il reçoit un DASPO[Quoi ?](interdiction d'accès) de la police milanaise pendant deux ans aux côtés de Rondodasosa à la suite d'émeutes dans une discothèque ; l'ordre l'a empêché d'entrer dans les bars, les discothèques et les lieux publics de la ville. En avril 2022, une dérogation est faite afin de lui permettre de jouer dans un club de Milan le 9 mai.
En janvier 2022, Baby Gang est arrêté aux côtés de deux autres rappeurs pour quatre braquages commis à Milan et Sondrio. En avril, il a été arrêté pour avoir résisté à son arrestation en attaquant deux policiers et pour refus d'obtempérer .

## Discographie

### Albums studio
- 2021 : La street
- 2023 : Innocente
- 2024 : L'angelo del male

### EP
- 2021 : EP1
- 2022 : EP2

### Singles
- 2018 : La street
- 2019 : Cella 1
- 2020 : Coco (feat. Il Ghost)
- 2020 : Blitz
- 2020 : Baby Gang (feat. 167 Gang)
- 2020 : Caramba
- 2020 : Bimbi Soldato (feat. Sacky)
- 2020 : Cella 2
- 2021 : Baby
- 2021 : Treni (feat. Il Ghost)
- 2021 : No Parla Tanto
- 2021 : Blitz 2 (feat. Sofiane)
- 2021 : Marocchino
- 2021 : Paura (feat. Il Ghost)
- 2021 : King Kong (feat. Omar)
- 2021 : Rapina (feat. Neima Ezza)
- 2021 : Boy (feat. Rondodasosa)
- 2021 : Gli Occhi del Blocco (feat. Escomar)
- 2021 : 3 Occhi (feat. Il Ghost)
- 2021 : Alcott Zara Bershka
- 2021 : Casablanca (feat. Morad)
- 2021 : Lecco City
- 2021 : Come Va (feat. ElGrandeToto)
- 2021 : Non Mi Tocchi (feat. J Lord)
- 2021 : Plasticki (feat. Moro[Lequel ?])
- 2021 : Freestyle (feat. Sacky)
- 2021 : Rockstar
- 2021 : Ma Chérie (feat. Capo Plaza)
- 2021 : No JoJo
- 2021 : Ricco
- 2021 : Bitch Affianco (feat. Il Ghost)
- 2022 : Shoot (feat. Sacky, Gazo)
- 2022 : Paranoia
- 2022 : Combattere
- 2022 : Carico
- 2022 : 2000
- 2022 : Cella 3
- 2022 : Mentalité
- 2022 : Lei (feat. Bené)
- 2022 : Come Te
- 2022 : Mamacita (feat. Sacky)
- 2023 : Mentalité RMX (feat. Ashe 22)
- 2023 : Mentalité RMX (feat. C. Gambino)
- 2023 : Mentalité RMX (feat. Kalim)
- 2023 : Mentalité RMX (feat. Neves17)
- 2023 : Cella 4
- 2023 : Napoletano
- 2023 : Que Lo Ke
- 2023 : Tony Montana (feat. Guè)
- 2023 : Gustavo (feat. Lacrim)
- 2023 : Barrio
- 2023 : Come Mai (feat. Emis Killa)
- 2023 : Mama Africa (feat. Rondodasosa)
- 2023 : Amigo (feat. Elai)
- 2023 : Freestyle 2
- 2023 : Pussy
- 2023 : Reggaeton (feat. Baby K)
- 2023 : Tiffany (feat. Ghali)
- 2023 : Restare (feat. Lazza)
- 2023 : Drouba (feat. Benzz, ElGrandeToto et 3robi)
- 2023 : Seconda Generazione
- 2023 : Schumacher
- 2023 : Bentley (feat.Simba La Rue, J Lord)
- 2023 : Libertad (feat.Morad)
- 2023 : Boite (feat. Jul)
- 2023 : Mocro Mafia (feat. Maes)
- 2024 : Hebs
- 2024 : Ma Douce (feat. Maître Gims)
- 2024 : Karma
- 2024 : Adrenalina (feat. [[Blanco ([Blanco]], Marracash)
- 2024: Guerra
- 2024: Bloods&Crips
- 2024: Madame (feat.Sfera Ebbasta)
- 2024: Miez A Via (feat.Geolier)
- 2024 : Tu Me Quieres (feat. Higashi, Roberto Ferrante)
- 2024: Danse (feat. Noizy)
- 2025: Misère
- 2025: Rassi (feat.ElGrandeToto)
- 2025: Cassa
- 2025: Kriminal (feat. El Alfa,Omega,Roberto Ferrante)